# Колобов, Михаил Викторович
Михаил Викторович Колобов (11 октября 1868 — 8 апреля 1944, Тяньцзинь, Китай) — генерал-майор русской императорской армии, участник Японской, Второй Отечественной войн и Белого движения на востоке России.
Военный инженер-путеец, конструктор. Создатель русских броневых поездов типа Хунхуз или «генеральского» типа.

## Биография
После окончания Михайловского Воронежского кадетского корпуса вступил на службу в вооружённые силы России в начале сентября 1886 года. В 1887 — подпоручик. Продолжил обучение в Николаевском инженерном училище. В 1891 году в чине поручика направлен в 3-й железнодорожный батальон. Затем в 1894 году окончил курс Николаевской инженерной академии по 1-му разряду. Штабс-капитан (1893 год).
В 1894 году переведён в военные инженеры. Капитан (с 1896 года). Подполковник (с 1902 года). В течение года командовал ротой.
Позже переведён начальником штаба Заамурской железнодорожной бригады. Штаб-офицер при управлении КВЖД.
Участник Русско-японской войны 1904—1905 гг. С мая по ноябрь 1904 командовал 2-м Заамурским железнодорожным батальоном.
За отличия в 1907 году произведён в полковники.
Переведён на должность начальника военного отдела при управлении КВЖД по делам Заамурской железнодорожной бригады пограничной стражи.
С сентября 1914 года — командир 2-й Заамурской пограничной железнодорожной бригады.
16 декабря 1914 года М. Колобову присвоен чин генерал-майора. В период Второй Отечественной войны надзирал за строительством Заамурца.
Участник Гражданской войны и Белого движения на востоке России.
Служил помощником управляющего КВЖД Д. Л. Хорвата и начальником военного отдела КВЖД.
После поражение белых войск эмигрировал в Китай. Умер в Тяньцзине.

## Конструкторские работы
К 1913 году были разработаны две модели бронепоездов: инженера К. Б. Крома и генерал-майора М. В. Колобова. К 23 сентября 1915 года были построены и находились в эксплуатации 5 бронепоездов, приданных железнодорожным батальонам. Из 5 бронепоездов, стоявших на вооружении русской армии 4 были «генеральского» типа или типа «Хунхуз».
Имелись:
1. Бронепоезд № 1 «Хунхуз» — при 1-м Сибирском железнодорожном батальоне,
2. Бронепоезд № 2 типа «Хунхуз» — при 2-м Заамурском железнодорожном батальоне,
3. Бронепоезд № 3 типа «Хунхуз» — при 2-м Сибирском железнодорожном батальоне,
4. Бронепоезд № 4 «Витязь» — при 1-м железнодорожном батальоне,
5. Бронепоезд № 5 типа «Хунхуз» — при 3-м Заамурском железнодорожном батальоне[1][2].

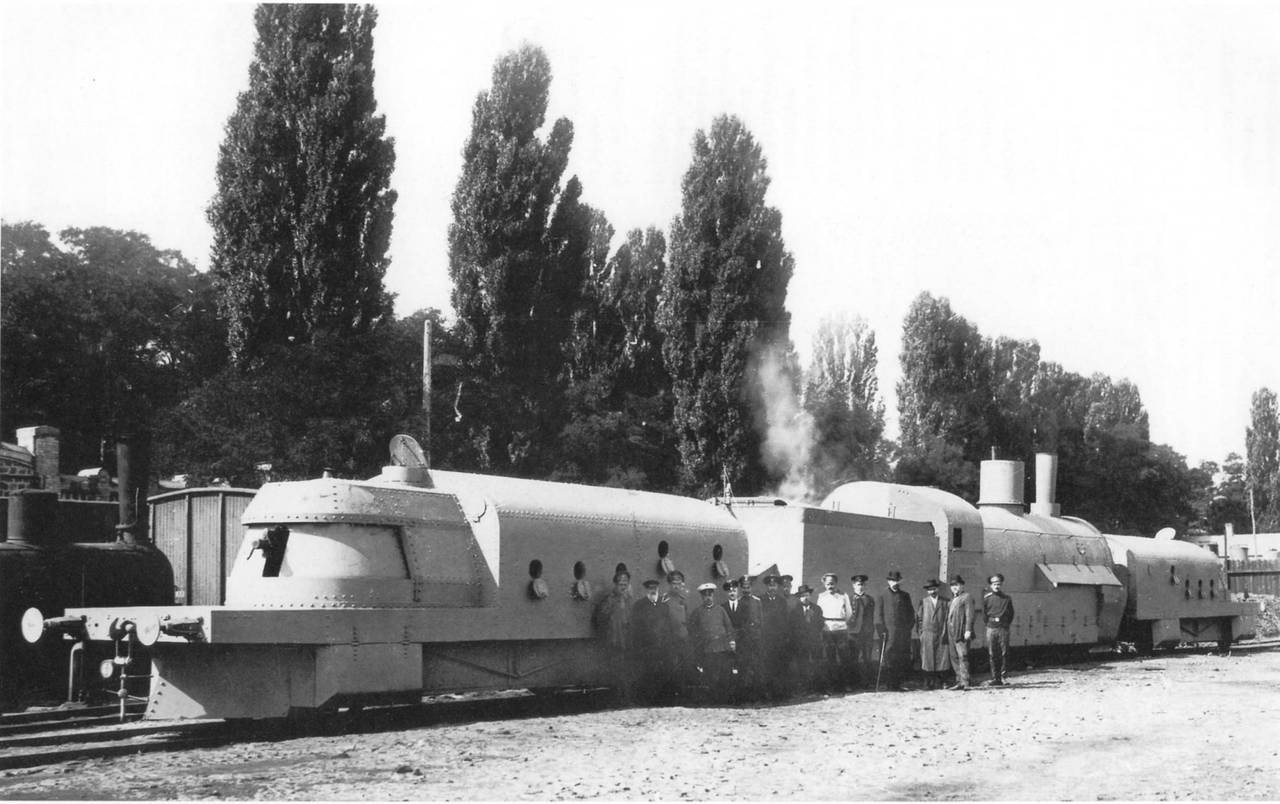
Бронепоезд Хунхуз». 1.09.1915 года

Бронепоезд типа «Хунхуз» («генеральский тип»). «Генеральский» бронепоезд состоял из бронепаровоза на базе стандартной «Овечки» и двух бронеплощадок, построенных из двухосных грузовых платформ. Толщина брони — до 16 мм на вертикальных и до 12 мм на горизонтальных поверхностях. Бронеплощадка состояла из пулемётного каземата, в котором устанавливались 6 пулемётов Шварцлозе на казематных станках, и башенноподобной орудийной установки с трехдюймовой горной пушкой образца 1904 года. Это орудие было выбрано в качестве основного вооружения за свои небольшие размеры и массу, позволявшие разместить её на поворотной установке в передней части вагона. Угол обстрела пушки по горизонтали 220 градусов. Команда бронепоезда состояла из 94 человек (из них 4 — офицеры), которым были обеспечены довольны комфортные условия для боевой работы. Обе бронеплощадки были оснащены системой парового отопления, тепло- и шумоизоляцией (20-мм слой пробки и 6-мм фанера).
Командир бронепоезда вел наблюдение и руководил действиями своего экипажа из наблюдательной башенки, установленной на бронепаровозе. Для связи с бронеплощадками использовались электрическая сигнализация, рупорная, как на кораблях, и звонковая связь.

## Знаки отличия
- орден Святого Станислава II степени (1905);
- Орден Святой Анны II степени с мечами (1905);
- Орден Святого Владимира 4-й степени с мечами и бантом (1906);
- мечи к ордену Святого Станислава II степени (1906).